# Mikołów Jamna
Mikołów Jamna – przystanek kolejowy w dzielnicy Kamionka, w Mikołowie, w województwie śląskim, w Polsce.

## Ruch pasażerski
| Rok  | Wymiana pasażerska na dobę |
| ---- | -------------------------- |
| 2017 | 20-49                      |
| 2022 | 20-49                      |